# Сант-Элена
Сант-Элена (итал. Sant'Elena) — коммуна в Италии, располагается в провинции Падуя области Венеция.
Население составляет 2028 человек (2008 г.), плотность населения составляет 227 чел./км². Занимает площадь 9 км². Почтовый индекс — 35040. Телефонный код — 0429.
Покровительницей коммуны почитается святая Елена, празднование 18 августа. Имеется храм святой Елены (Сант-Элена, Италия).

## Демография
Динамика населения:

## Администрация коммуны
- Официальный сайт: http://www.comune.santelena.pd.it/